# Concesiones italianas en China

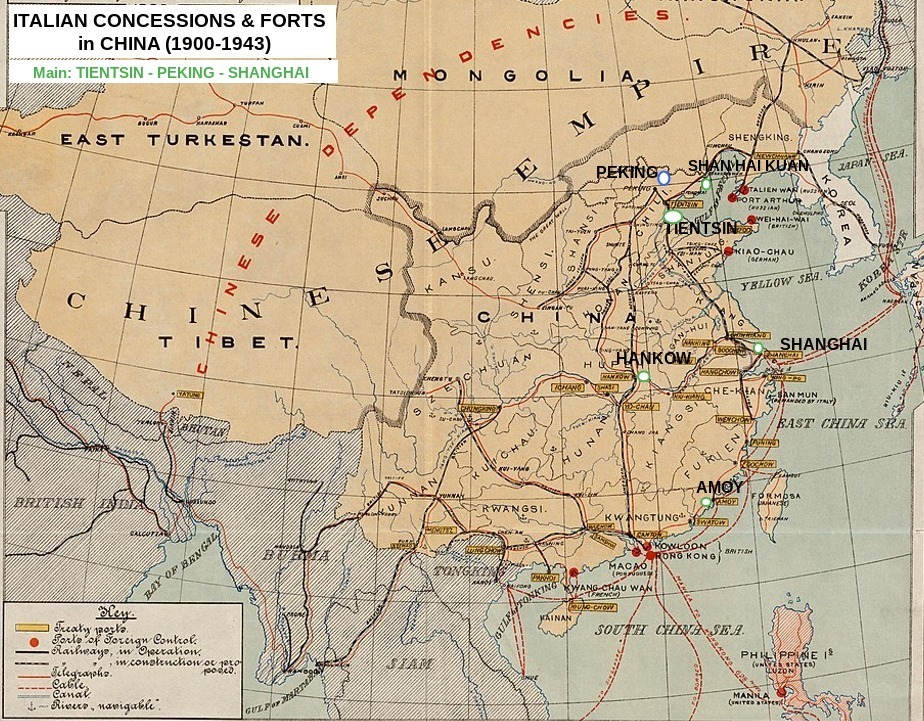
Mapa de la concesiones y fortificaciones de Italia en China

Las concesiones italianas en China fueron las posesiones que pertenecieron al Reino de Italia en China durante la primera mitad del siglo XX.

## Características
Los italianos trataron de repartirse el territorio de China junto con los otros imperios europeos (especialmente el británico y el francés) a finales del siglo XIX. El primer paso de los Occidentales en este tentativo fueron las llamadas Concesiones en China, obtenidas luego de la guerra del Opio. Estas concesiones eran territorios arrendados o cedidos a otro país (o a varios, como en el caso del Shanghai International Settlement - Concesión Internacional de Shanghái). En principio los extranjeros podían adquirir una propiedad dentro de la concesión a través del consulado correspondiente, pero no así los chinos. Para mejorar la actividad comercial y el funcionamiento de los enclaves la mayoría de las concesiones permitieron el acceso a los Chinos después de 1890.

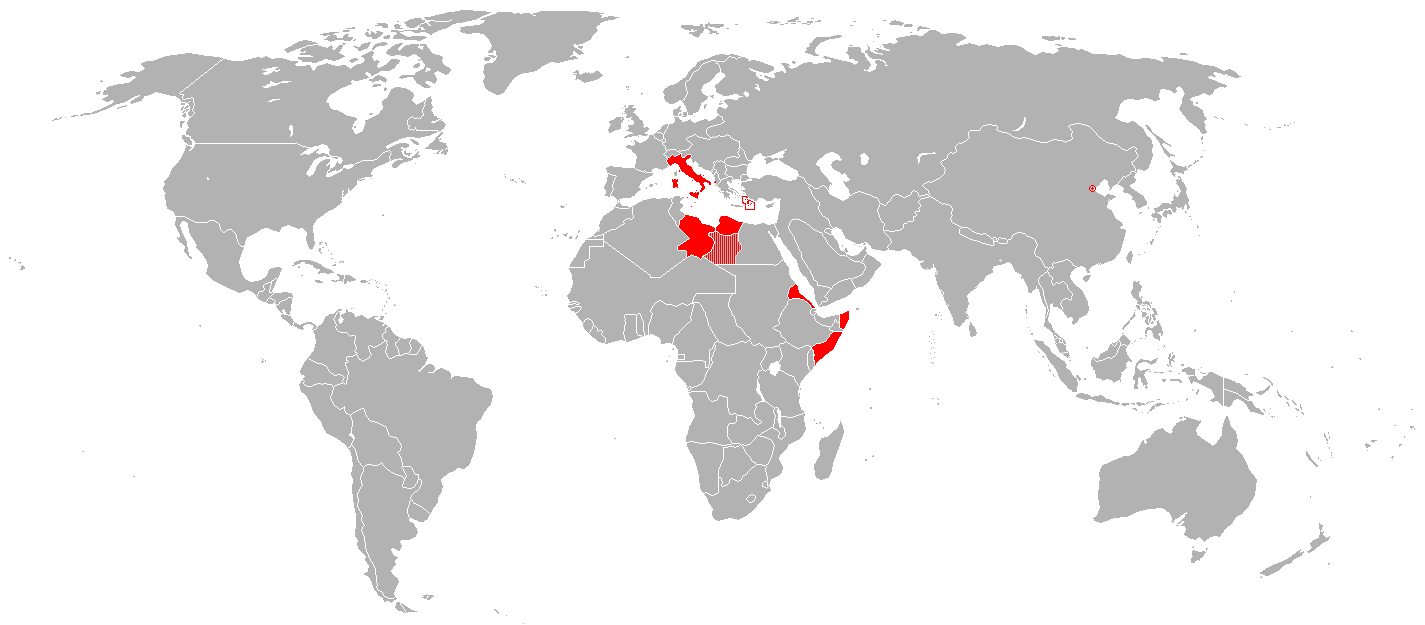
Mapa de las posesiones italianas a principios del, mostrando en China la Concesión de Tianjin.

Los ciudadanos extranjeros (como los italianos) que vivían dentro del territorio de estas concesiones desarrollaron su propia cultura, muy alejada de la del resto de China, pues los enclaves estaban muy europeizados. Se construyeron iglesias, escuelas, "public houses", y otras instituciones comerciales europeas. El sello de identidad nacional de cada país, que se quiso dar a algunos de estos enclaves, puede apreciarse en la arquitectura de sus construcciones: este es el caso en la concesión italiana en Tianjin, que ahora ha sido reestructurada arquitectónicamente.
Los italianos inicialmente obtuvieron una pequeña concesión comercial en Pekín (con un Fuerte al inicio de la Muralla China en Shan Hai Kuan, hasta 1937), sucesivamente consiguieron la importante concesión italiana en Tianjin (que existió desde 1901 hasta 1947) con el embarcadero de Ta-Ku en el estuario del río Pei Ho.
Por último obtuvieron pequeñas concesiones comerciales en barrios de Shanghái, Amoy y Hankou (y un acceso comercial -gracias a un tratado- en el sureño puerto de Beihai).

## Historia

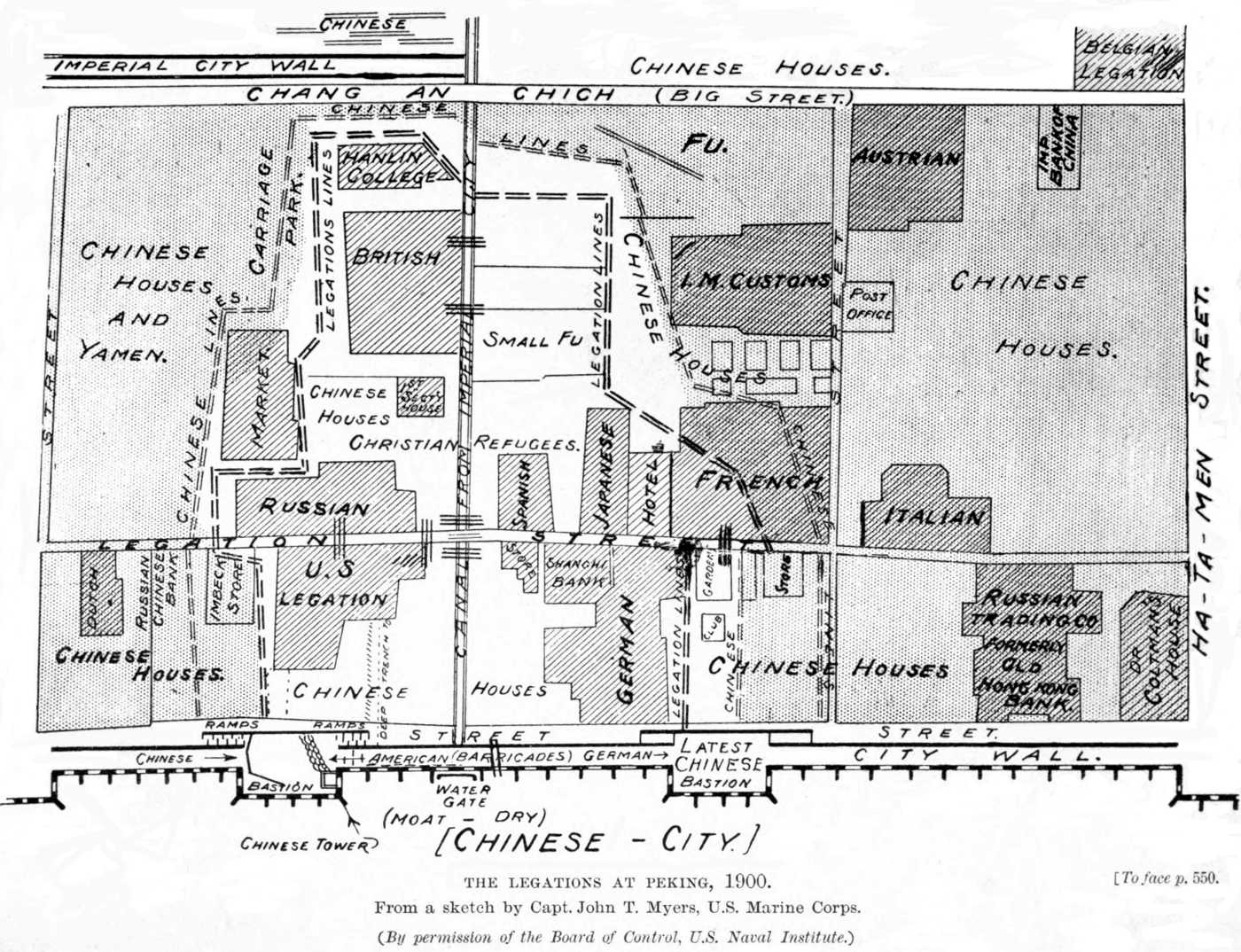
Localización de la pequeña área italiana en Pekín en 1900

Luego de la victoria en la Alianza de las Ocho Naciones, los italianos en 1900 obtuvieron un asentamiento comercial (llamado "Legazione di Pechino") en la capital china y un Fuerte (Fuerte de Shan Hai-Kwan) cerca de la costa de Manchuria
También en el "International Settlement of Shanghai" y en los territorios de Hankou y de Amoy los italianos tuvieron unas pequeñas zonas propias, aunque muy reducidas.

Los (principales) "Privilegios italianos" en China, obtenidos después de la expedición militar de 1900, consistían en: 1.Reconocimiento de propiedad de área italiana en barrio extranjero de Pekín; 2. Reconocimiento de concesión italiana en Tianjin de 46 hectáreas; 3. Reconocimiento de propiedad italiana del Fuerte en Shan Hai-Kwan; 4. Reconocimiento de propiedad italiana de ancoraje en Ta-Ku en el estuario del río Pei-Ho; 5. Autorización a utilizar los barrios comerciales internacionales de Shanghai, Hankow y Amoy (Xiamen, en Fujian)

La más importante y mayor presencia italiana fue en Tianjin:
En septiembre de 1901, una concesión en Tianjin de 0,6 km² fue traspasada al Reino de Italia por la dinastía Qing. El 7 de junio de 1902 Italia tomó posesión de las tierra concedidas y estas fueron puestas bajo la administración de un cónsul italiano. Tras finalizar la Primera Guerra Mundial, la sección cedida al Imperio Austro-Húngaro fue añadida a la Italiana, duplicando su tamaño. Esta se convirtió en el cuartel de la "Legión Italiana Redenta" (una legión italiana formada por tropas italianas irredentistas del derrotado Imperio Austro-Húngaro), que luchó contra las tropas soviéticas de Lenin en Siberia y Manchuria.
La Concesión tenía una población de 6261 habitantes en 1935, incluyendo a 536 extranjeros. La Regia Marina tenía algunos buques estacionados en forma fija en Tianjin (llamada también Tientsin): las torpederas Lepanto y Carlotto.

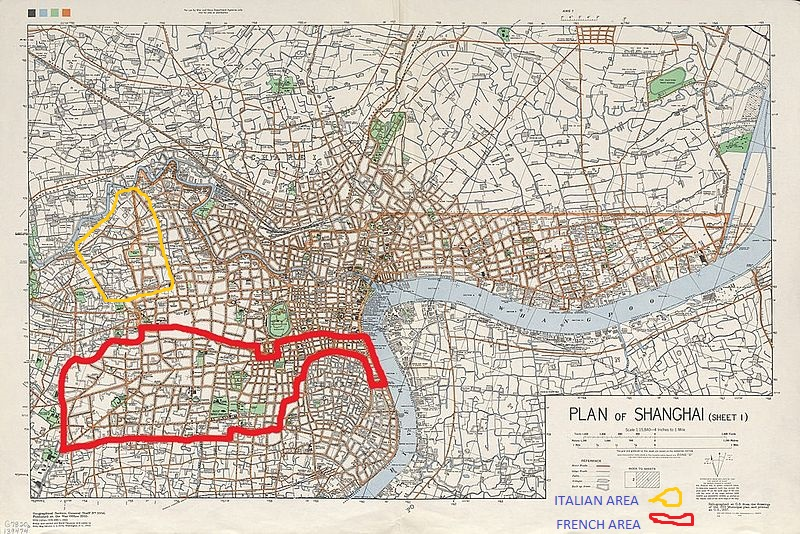
Concesión comercial italiana en el S.I.S. de Shanghái (área en amarillo)

Después de la Primera Guerra Mundial Italia obtuvo también una concesión comercial dentro del "Shanghái International Settlement" ("S.I.S."). El fascismo aumentó el número de tropas italianas en Shanghái, especialmente durante la invasión japonesa de China. 
En 1937 casi mil tropas italianas participaron conjuntamente con tropas inglesas y estadounidenses en la defensa del "Shanghai international Settlement", durante la Batalla de Shanghái.
La presencia italiana en la Concesión comercial italiana dentro del "S.I.S." fue sostenida no solo por tropas del batallón San Marcos, sino también por unidades navales como los cruceros Trento y Montecuccoli
Durante la Segunda Guerra Mundial hubo 600 tropas italianas estacionadas en Tianjin como representantes del Eje italo-alemán-japonés. No obstante, tras la rendición de Italia ante los Aliados en 1943, la concesión fue ocupada por el Ejército Imperial Japonés. Más adelante ese mismo año, la República Social Italiana de Mussolini, entregó el control de la concesión al Gobierno nacionalista de Nankín. Al igual que la República Socialista Italiana, el gobierno chino de Nankín, patrocinado por los japoneses, era un gobierno títere, y el traspaso no fue reconocido por el Reino de Italia, la República de China o la mayoría de los miembros de la Sociedad de las Naciones. El gobierno de Nankín cayó con la derrota de Japón en el verano de 1945.
El 2 de junio de 1946 el Reino de Italia se convirtió en la República Italiana y el 10 de febrero de 1947, en virtud del tratado de paz con Italia, la concesión Italiana en Tianjín fue formalmente cedida por Italia a la República de China de Chíang Kai-shek (junto con las pequeñas áreas comerciales de Pekín, Hankou, Amoy y Shanghái).

## Cónsules

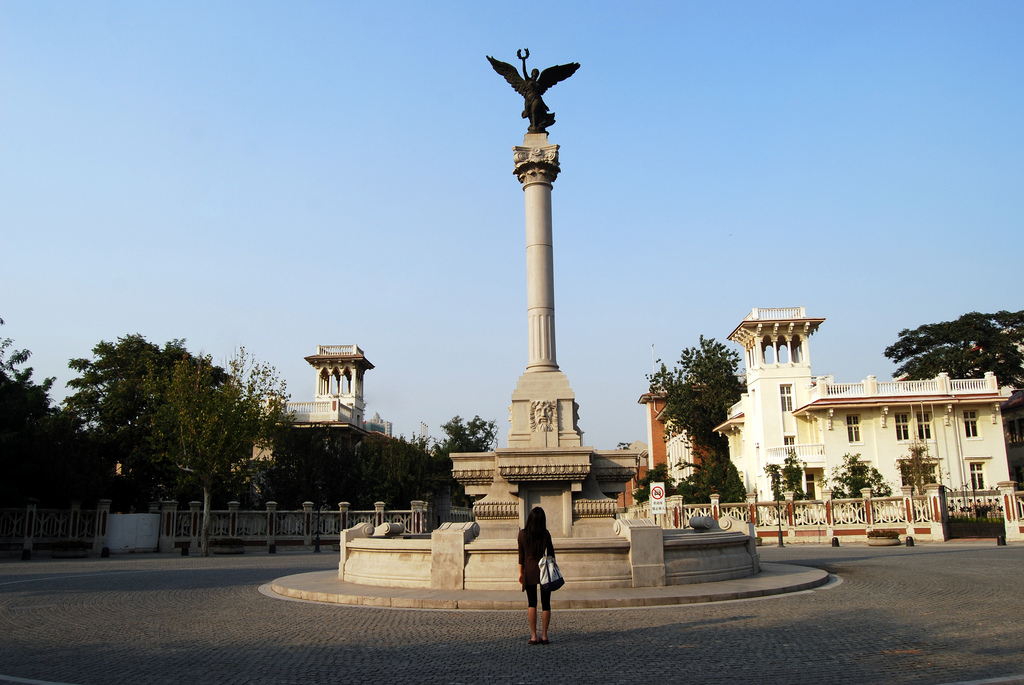
Plaza principal de la concesión italiana en Tianjin

Las concesiones italianas en China fueron gobernadas por Cónsules, residenciados en Tianjin:
- Cesare Poma (1901-1903)
- Giuseppe Chiostri (1904-1906)
- Oreste Da Vella (1907-1911)
- Vincenzo Fileti (1912-1919)
- Marcello Roddolo (1920-1921)
- Luigi Gabrielli di Quercita (1921-1924)
- Guido Segre (1925-1927)
- Luigi Neyrone (1928-1932)
- Filippo Zappi (1933-1938)
- Ferruccio Stefenelli (1939-1943)